# 中部藤次郎
中部 藤次郎（なかべ とうじろう、1926年8月27日 - 1987年1月29日）は、日本の実業家。山口県出身。

## 経歴
1950年に北海道大学法文学部政治学科を中退し、1953年にアメリカのパシフィック大学政治学科を卒業し、同年に大洋漁業に入社。1966年3月に取締役に就任し、1970年12月に常務、1973年3月に専務を経て、同年10月に副社長に就任し、1977年1月に社長に昇格。
1987年1月29日心不全のために社長在任中に死去。60歳没。